# 沙揚·索比安
沙揚·索比安（英語：Shayan Sobhian）是美國演員。 最知名的作品是 DC 《明日傳奇》中扮演 Behrad Tarazi。

## 簡介
在紐約州立大學獲得學士學位後，索比安被選入百老匯首映式“迷失與引導”。 此後不久，他搬到洛杉磯從事電影和電視事業。他出演了電影“Killer Caregiver”、網絡劇“The Chosen”和影集“DC's Legends of Tomorrow”。 索比安還出演了他與他最好的朋友兼電影製片人馬克斯穆尼共同編寫和製作的短片“Does Bigfoot Dream of Flowers?”。
索比安 是一位多才多藝的歌手/音樂家，他會演奏多種樂器，包括吉他、貝斯、鋼琴、揚琴和 shruti box。 2020年12月，他在流媒體平台上發布了他的第一首單曲《I Fall To Pieces (Without Falling Apart)》。

## 作品
| 年份      | 作品                        | 角色           | 备注                                  |
| --------- | --------------------------- | -------------- | ------------------------------------- |
| 2019      | 上帝所揀選的人 (The Chosen) | Big James 雅各 |                                       |
| 2019-2021 | 明日傳奇                    | Behrad Tarazi  | 客串：第4季；固定：第5季；主演：第6季 |

## 外部連結
- 沙揚·索比安在互联网电影资料库（IMDb）上的資料（英文）

## 資料來源
1. ↑  
不會再死了！札莉弟弟「貝拉德」將升格為《明日傳奇》常駐角色！  （页面存档备份，存于） 2020.6.19 玩具人